# Odna noch lyubvi
Odna noch lyubvi (cirílico: Одна ночь любви) é uma telenovela russa de 2008 produzida pela Amedia Film e Sony Pictures Television International. É protagonizada por Svetlana Ivanova e Alexander Konstantinov.
"One Night of Love" foi o primeiro programa televisivo da Rússia indicado a um International Emmy Awards.

## Elenco
- Svetlana Ivanova ... princesa Alexandra Zabelina
- Alexander Konstantinov ... Príncipe Mikhail Vorontsov
- Artem Osipov ... Conde Dmitry Ignatiev
- Tatyana Kazyuchits ... princesa Ekaterina Urusova
- Ilya Kozin ... príncipe Nikita Orlov
- Anastasia Makeeva ... princesa Olga Orlova
- Cyril Grebenshchikov ... padre John - um monge (na verdade - Príncipe Anton Volkonsky)
- Ivan Nepomnyashchy ... príncipe Alexei Orlov
- Anna Zdor ... princesa Nadezhda Orlova
- Mikhail Zuy ... príncipe Grigory Vasilchikov
- Nikita Tarasov ... príncipe Ivan Vorontsov
- Elena Kutyreva ... princesa Elena Vorontsova
- Irina Muravieva ... Anna Osipova (após o casamento - princesa Anna Zabelina)
- Lyudmila Drebneva ... Condesa Sofya Ignatieva
- Olga Ostroumova ... princesa Daria Urusova
- Alyona Bondarchuk ... Imperatriz Alexandra Fedorovna Romanova
- Victor Verzhbitsky ... Imperador Nicolau I Romanov
- Tatyana Korsak ... a Grã-Duquesa Maria Alexandrovna Romanova
- Ilya Noskov ... Tsarevich Alexander
- Andrew Chernyshov ... Peter Kaulbach (pseudo-Konstantin Romanov).
- Dmitry Volkov ... Príncipe Ilya Urusov